# 2-mercaptoetanol
El 2-mercaptoetanol (també anomenat β-mercaptoetanol) és un compost químic de fórmula molecular HOCH₂CH₂SH. Aquest compost d'aspecte transparent i olor desagradable s'utilitza principalment per la seva capacitat de reduir ponts disulfur en les proteïnes provinents de mostres, tant biològiques com sintètiques. D'altra banda, el grup hidroxil que conté li confereix una bona solubilitat en aigua.

## Síntesi
El 2-Mercaptoetanol pot ser sintetitzat mitjançant l'acció del sulfur d'hidrogen sobre l'òxid d'etilè:

## Aplicacions
Tot i que hi ha indicis que fan pensar que en determinades condicions el 2-Mercaptoetanol podria unir-se covalentment als grups sulfidril de les proteïnes, el mecanisme més acceptat per a la reducció dels ponts disulfur de les proteïnes és el següent:
CysS-SCys + 2 HOCH₂CH₂SH → 2 CysSH + HOCH₂CH₂S-SCH₂CH₂OH.